# Parafia św. Zygmunta w Pniowie
Parafia św. Zygmunta w Pniowie – parafia rzymskokatolicka znajdująca się w diecezji sandomierskiej w dekanacie Gorzyce. 
Parafia została wydzielona z parafii Wrzawy, za sprawą Jana z Pniowa, archidiakona w Krakowie, w roku 1464.
Do parafii należą: Antoniów, Dąbrówka, Orzechów, Pniów.